# راسيل د. نايلز
راسيل د. نايلز (بالإنجليزية: Russell D. Niles)‏ هو محامي أمريكي، ولد في 7 يونيو 1902، وتوفي في 16 سبتمبر 1992.